# جيفري تاكر
جيفري تاكر (بالإنجليزية: Jeffrey Tucker)‏ هو محرر أمريكي، ولد في 19 ديسمبر 1963 في كاليفورنيا في الولايات المتحدة.

## وصلات خارجية
- الموقع الرسمي